# Liparis kiriromensis
Liparis kiriromensis är en orkidéart som beskrevs av Pierre Tixier. Liparis kiriromensis ingår i släktet gulyxnen, och familjen orkidéer.
Artens utbredningsområde är Kambodja. Inga underarter finns listade i Catalogue of Life.